# Steuerpacht
Die Steuerpacht ist ein Verfahren zur Steuererhebung, bei dem ein Staat Steuern und Abgaben nicht selbst einzieht, sondern über Privatleute (Steuerpächter), an die die Steuereinnahmen gegen Vorkasse oder laufende Zahlungen verpachtet werden. Die Zahlungen der Steuerpächter können vom Staat festgesetzt sein oder das Recht zur Steuererhebung kann im Voraus ersteigert werden. Das System ist mit dem Übergang von Naturalsteuern zu in Geld zu entrichtenden Steuern verbunden. Zu Vor- und Nachteilen der Steuerpacht siehe Publicani.
Seine Ursprünge liegen im antiken Griechenland. Auch im ptolemäischen Ägypten ist das System für das 3. Jahrhundert v. Chr. belegt. Von besonderem historischen Interesse ist die Steuerpacht bei den altrömischen publicani sowie im absolutistischen Frankreich durch sogenannte Generalpächter (Abonnement fiscal, Ferme générale).
Auch im Osmanischen Reich war die Steuerpacht (iltizam, malikâne) bis zum Beginn des 19. Jahrhunderts üblich (Abschaffung während der Tanzimat-Ära). Als willkürlich empfundene Gewalttaten der Steuerpächter (mültezim, Ez.) bewirkten eine allgemeine Unzufriedenheit im Volk.
Heutzutage ist die Steuerpacht weltweit weitgehend durch staatlich organisierte Steuerverwaltungen abgelöst.